# Castellfollit de la Roca
Castellfollit de la Roca is een gemeente in de Spaanse provincie Girona in de regio Catalonië met een oppervlakte van 1 km². Castellfollit de la Roca telt 970 inwoners (1 januari 2016). De gelijknamige plaats in de gemeente is gelegen op een basalten klif van 50 meter hoog en 1 kilometer lang. Dit klif wordt begrensd door de rivieren Fluvià ten noorden en Toronell ten zuiden. De rivieren komen samen ten oosten van de kerk die op de punt van het klif staat.

## Demografische ontwikkeling
Bron: INE, 1857-2011: volkstellingen

## Galerij

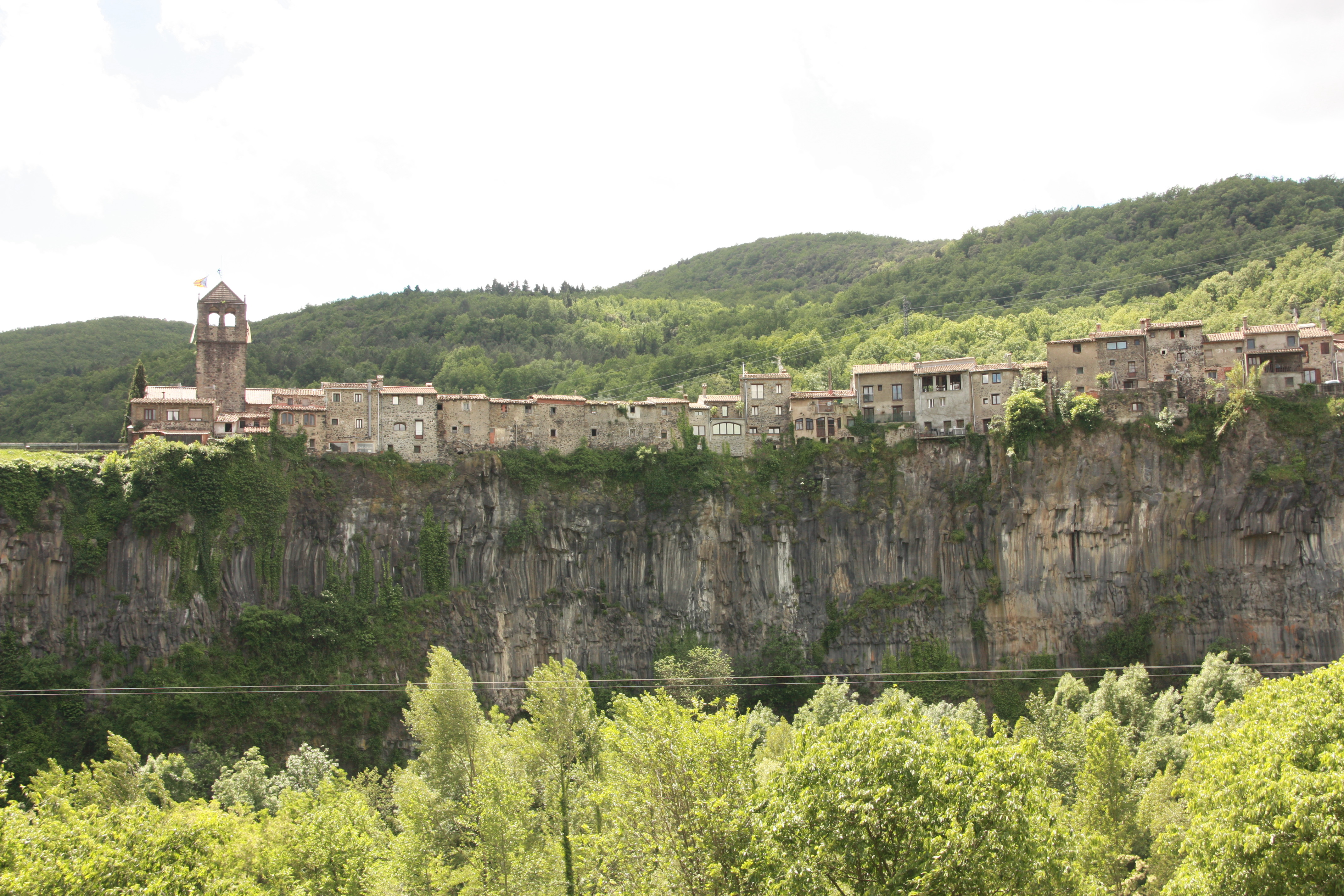
Castellfolit de la Roca